# Ephippiochthonius civitatisveti
Espèce
Synonymes
- Chthonius civitatisveti Ćurčić & Rađa, 2011

Ephippiochthonius civitatisveti est une espèce de pseudoscorpions de la famille des Chthoniidae.

## Distribution
Cette espèce est endémique de Croatie. Elle se rencontre vers Cavtat.

## Description
Les mâles mesurent de 1,39 à 1,40 mm.

## Publication originale
- Ćurčić, Rađa, Dimitrijević, Makarov, Milinčić & Pecelj, 2011 : Two new pseudoscorpions from the un administered province of Kosovo and Croatia. Archives of Biological Sciences, vol. 63, no 1, p. 235-244.